# Noah Wagner
Noah Wagner (* 5. Mai 2005 in Waldshut-Tiengen) ist ein deutscher Fußballspieler.

## Karriere

### Verein
Wagner wuchs in Waldshut-Tiengen im Südschwarzwald auf. Er begann seine Karriere beim FC Tiengen 08, wo er neben Fußball auch Futsal spielte. Er wechselte dann in die Jugend des SC Freiburg. Dort durchlief er alle Jugendmannschaften und bestritt für seinen Verein 13 Spiele in der B-Junioren-Bundesliga und bis jetzt 16 Spiele in der A-Junioren-Bundesliga, bei denen ihm insgesamt zwei Tore gelangen. Er kam dort auch zu seinem ersten Einsatz im Profibereich in der 3. Liga, als er am 24. Juli 2022, dem 1. Spieltag, beim 1:1-Heimunentschieden gegen den FC Erzgebirge Aue in der 88. Spielminute für Julian Stark eingewechselt wurde.

### Nationalmannschaft
Wagner bestritt im November 2021 zwei Spiele für die deutsche U17-Nationalmannschaft gegen die türkische U17-Nationalmannschaft und erzielte dabei ein Tor.

## Erfolge
- Finalist im DFB-Pokal der Junioren 2023/24